# Jean-Michel Javaux
Pour les articles homonymes, voir Javaux.
Jean-Michel Javaux est un homme politique belge, né à Liège le 24 novembre 1967. Il fut coprésident du parti Ecolo  (2003 - 2012) et élu bourgmestre d'Amay en 2006.

## Carrière politique
En 1999, il est élu au Parlement wallon où il siège jusqu'en 2003. Il y préside la Commission des affaires intérieures et de la fonction publique.
En 2003, il est élu secrétaire fédéral et porte-parole d'Ecolo en compagnie d'Isabelle Durant et de Claude Brouir.
En 2006, il remporte les élections communales sur la liste locale Ecolo à Amay avec 43,47 % des suffrages (onze sièges) contre 41,46 % aux socialistes. Il obtient 2 900 voix de préférence contre 2 226 à son adversaire et ami d'enfance le socialiste Christophe Collignon, fils du bourgmestre sortant Robert Collignon.  ECOLO obtient 11 sièges, à égalité avec le PS : c'est le 23e élu  (MR) qui va permettre le renversement historique de majorité, le PS étant au pouvoir à Amay depuis environ 80 ans.
À l'occasion de l'ouverture de la campagne des élections fédérales belges de 2007, il publie un livre aux éditions Luc Pire intitulé Merci pour vos enfants ! Réussir la transition écologique , préfacé par Jacky Morael, son « père » en politique. Il y plaide pour une union nationale du climat, réaffirme le caractère progressiste de l'engagement écologique, et le caractère indispensable du parti Écolo dans ce mécanisme, par opposition aux autres partis qui traitent des matières de prédilection d'Écolo de manière superficielle.
Le 21 octobre 2007, Jean-Michel Javaux est réélu à la tête d'Écolo pour quatre ans, en équipe avec Durant. Ils portent désormais le titre de coprésidents du parti.
Fin 2009, Sarah Turine remplace Isabelle Durant.
Le 4 mars 2012, l'assemblée générale du parti a désigné Emily Hoyos et Olivier Deleuze à la coprésidence d’Ecolo, pour un mandat de quatre ans. Jean-Michel Javaux et Sarah Turine ont ainsi laissé leur place après respectivement 8 et 2 ans de présidence.
En 2012, il remporte les élections communales sur la liste locale Écolo à Amay avec 54,41 % des suffrages (14 sièges) contre 34,89 % aux socialistes, qui ne décrochent plus que 8 sièges, le dernier revenant à Amay+ (liste locale sur base MR). Il obtient 3 647 voix de préférence contre 1 825 à Robert Collignon.  

## Diplômes
- Licence en sciences politiques et relations internationales à l’Université libre de Bruxelles
- Maîtrise en sciences politiques à l’Université de Hull (Royaume-Uni)
- Diplômé de la High School de Fillmore (État de New York, États-Unis)

## Fonctions occupées
- De janvier 1994 à juin 1999 : conseiller communal (chef de groupe) à Amay.
- De mai 1995 à juin 1999 : assistant parlementaire de la députée fédérale Martine Schüttringer.
- De juin 1999 à juillet 2003, député wallon (où il est président de la commission sur les affaires intérieures et la fonction publique) et membre du Parlement de la Communauté française.
- De juillet 2003 à octobre 2007, secrétaire fédéral et porte-parole d'Ecolo.
- Depuis janvier 2006, membre coopté du conseil d'administration de l'Université libre de Bruxelles.
- Depuis décembre 2006, bourgmestre de la commune d'Amay
- D'octobre 2007 à novembre 2009, coprésident d'Ecolo avec Isabelle Durant
- Du 20 novembre 2009 à mars 2012, coprésident d'Ecolo avec Sarah Turine